# Kloster Bogdana

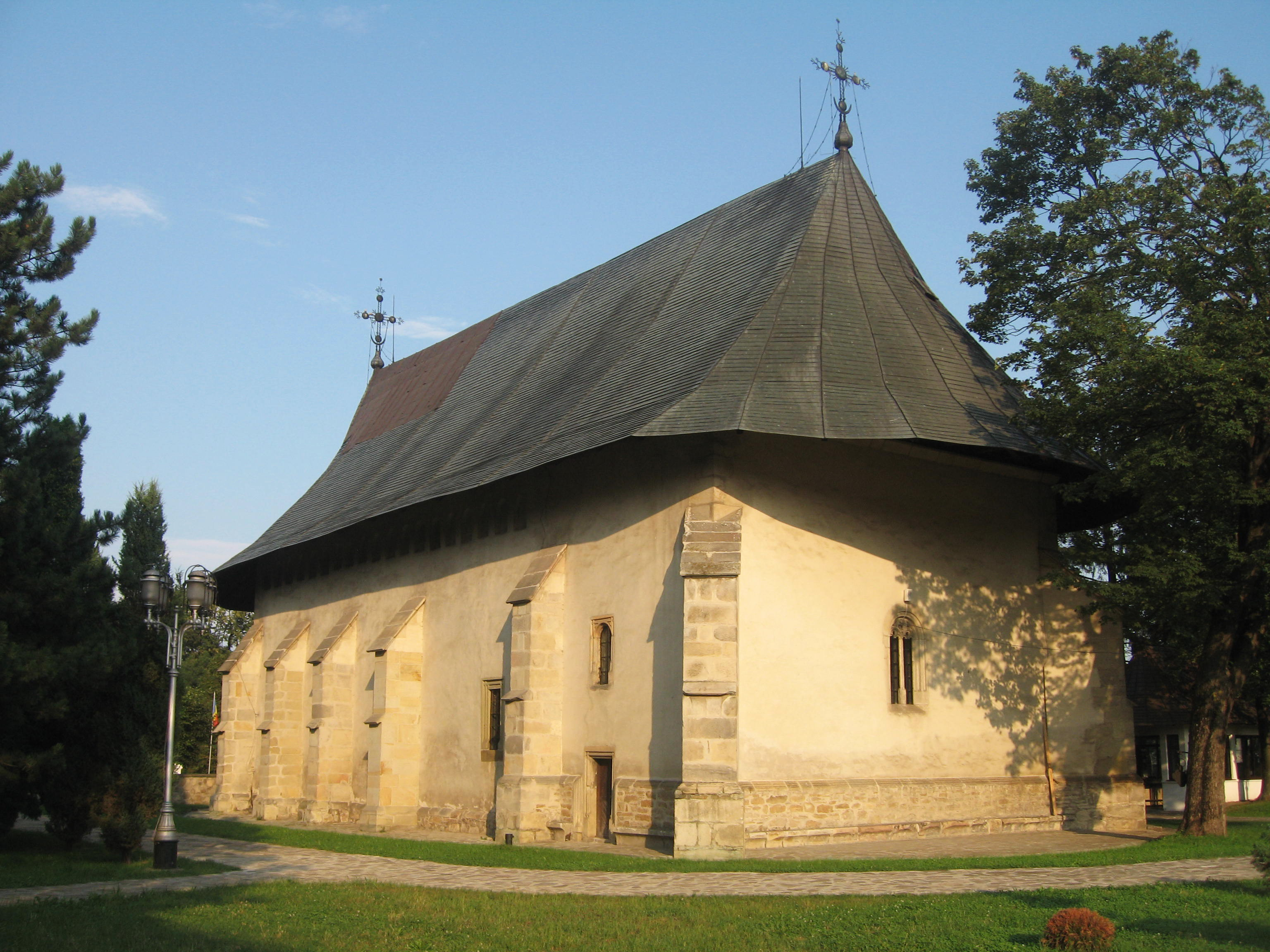
Die Klosterkirche

Das Kloster Bogdana (rumänisch Mănăstirea Bogdana) ist ein rumänisch-orthodoxes Kloster in der Stadt Rădăuți (Radautz) im Kreis Suceava in der Region Bukowina in Rumänien. Dieses Kloster gilt als das älteste kirchliche Steingebäude in der Westmoldau.

## Geschichte

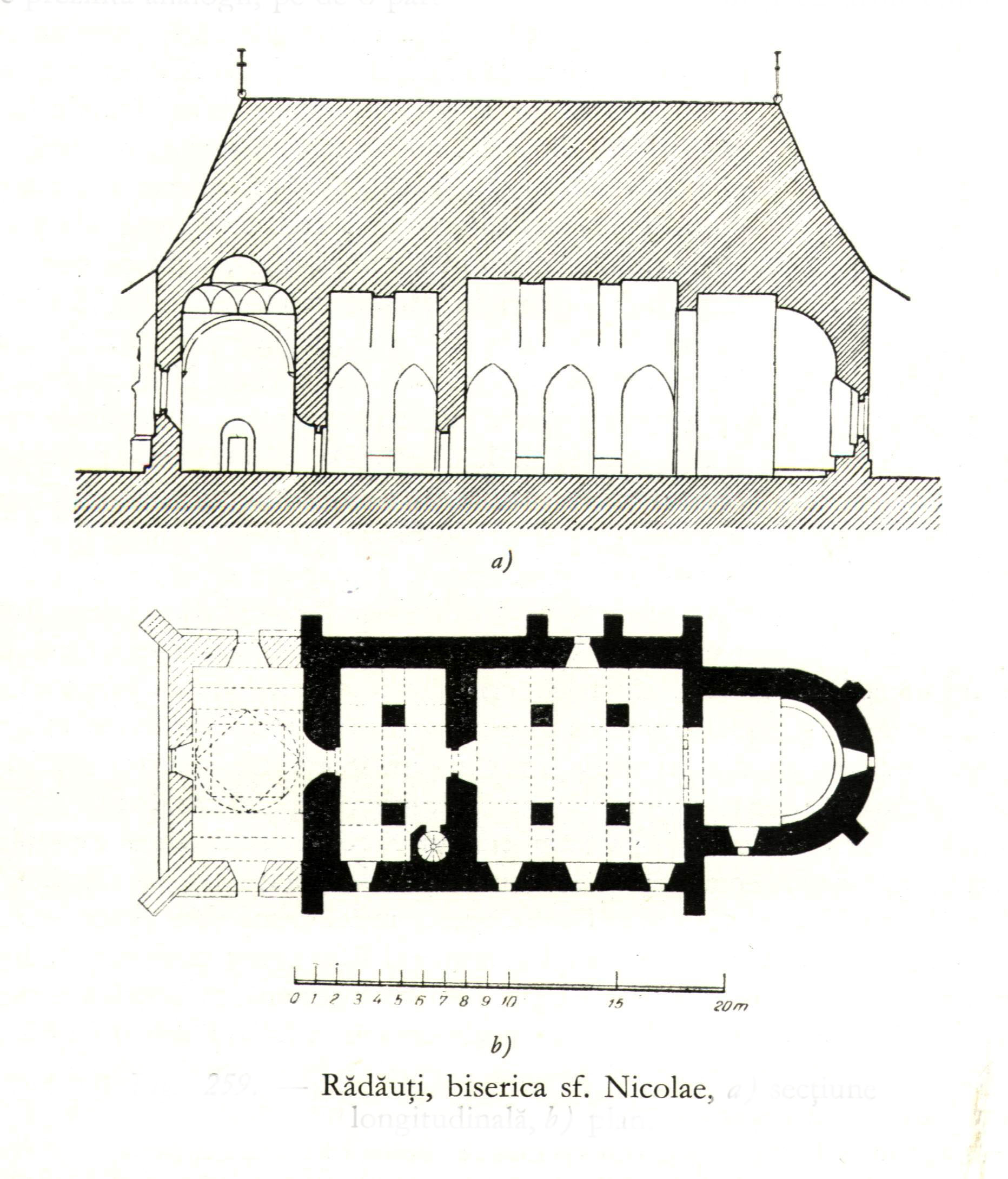
Grund- und Aufriss der Kirche Sf. Nicolae

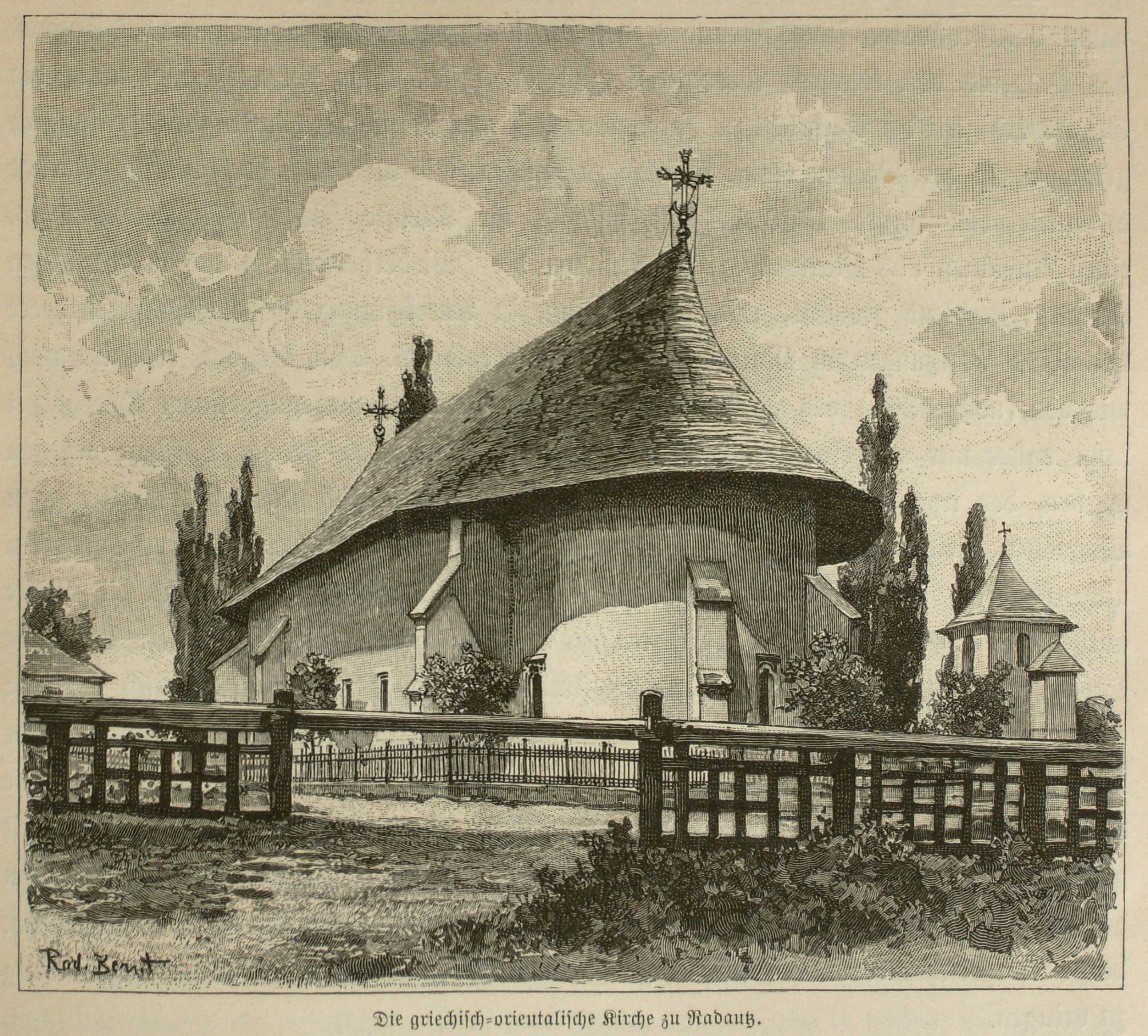
Kloster Bogdana, Holzschnitt von Rudolf Bernt (1899)

Das Kloster wurde um das Jahr 1360 von dem Woiwoden Bogdan I. gegründet und war die Grabstätte der moldauischen Woiwoden bis Alexandru cel Bun. Seine Kirche Sf. Nicolae gilt als das älteste noch existierende religiöse Gebäude der Moldau. Die Anlage steht unter der Nummer SV-II-m-A-05603 unter Denkmalschutz.

## Bauten und Anlage
In der Kirche, dem ersten kirchlichen Steinbau der Moldau, einer Basilika, die eine Synthese aus romanischen, gotischen und byzantinischen Elementen ist, befindet sich auch die Nekropole der Fürsten der Moldau mit zehn Fürstengräbern. Die Kirche hat glatte Außenwände mit einem Fries unter dem Dachgesims. Ihr ging ein Holzbau voraus, der archäologisch nachgewiesen ist. Die ursprüngliche Anlage der Kirche zeigt nach Vătășianu zisterziensische Einflüsse (Clairvaux II).

## Ausstattung

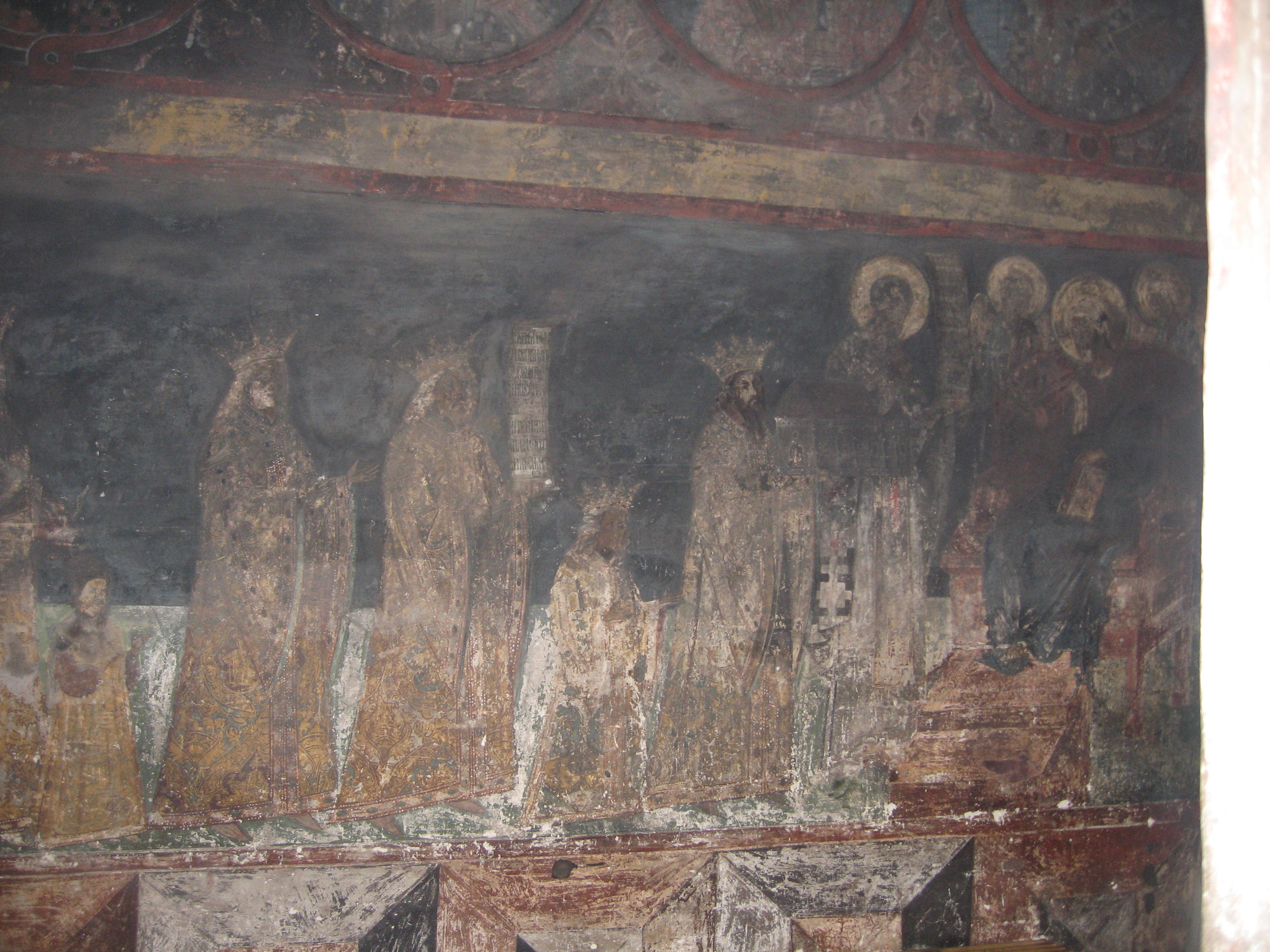
Votivgemälde in der Kirche

Die Ausmalung der Kirche aus dem 14. Jahrhundert wurde 1558 unter Fürst Alexandru Lăpușneanu erneuert; etwa gleichzeitig wurde auch der Exonarthex mit einem Stufengewölbe und einer Kuppel angefügt. Um 1880 erfolgte eine Neuausmalung in Temperatechnik durch den Maler Epaminonda Bucevschi.